# Cislago

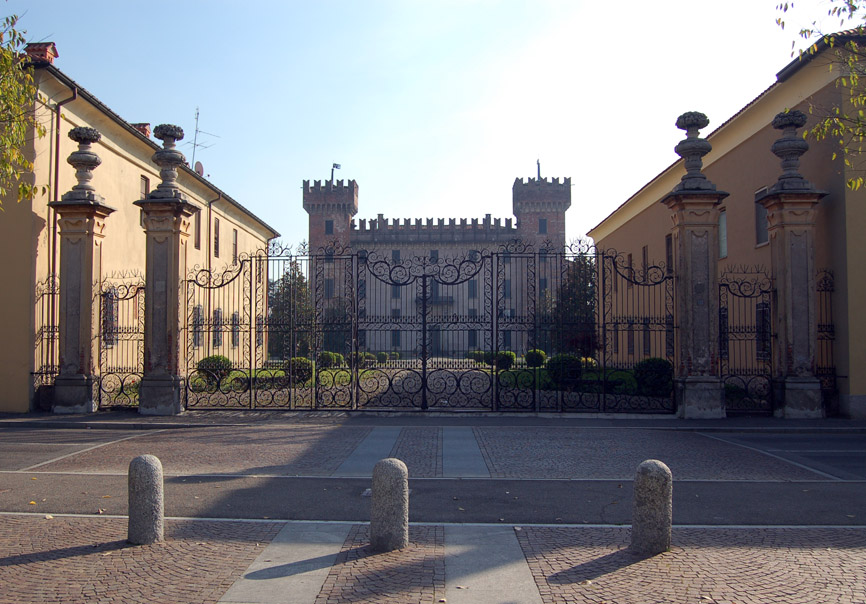
Das Kastell von Cislago

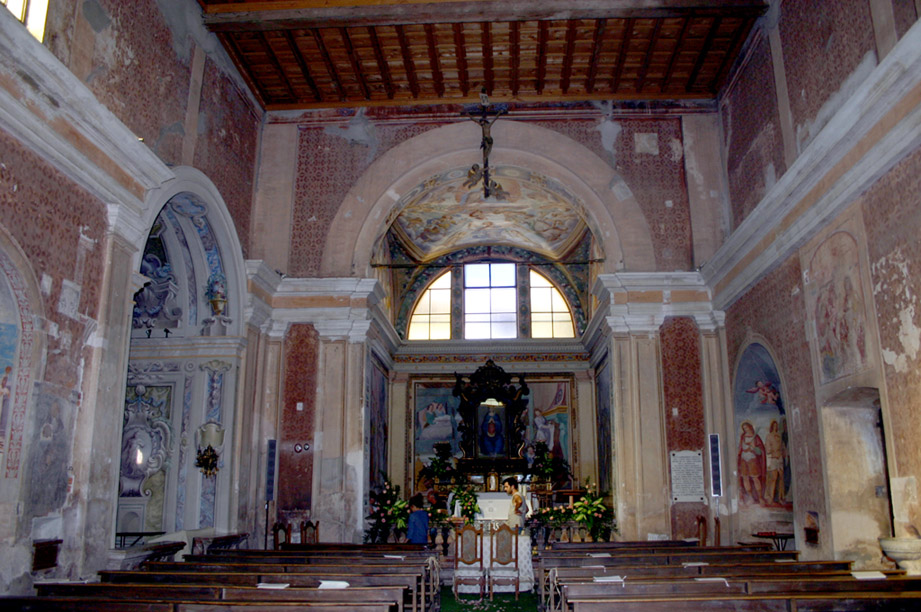
Santa Maria della Neve, Innenraum

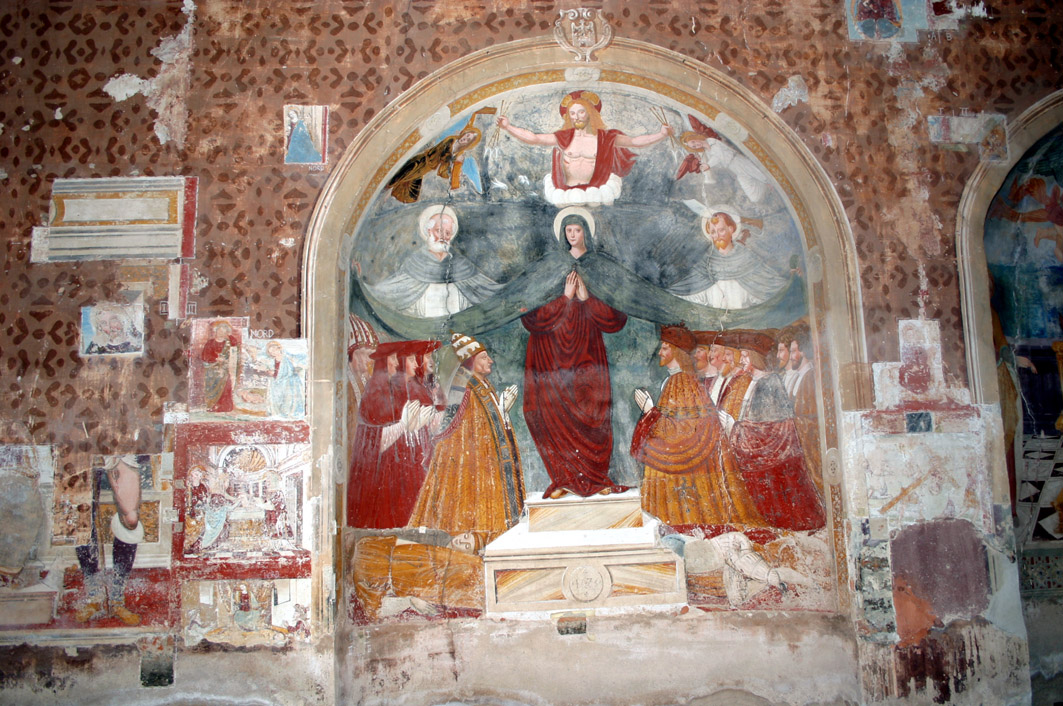
Santa Maria della Neve, Fresko

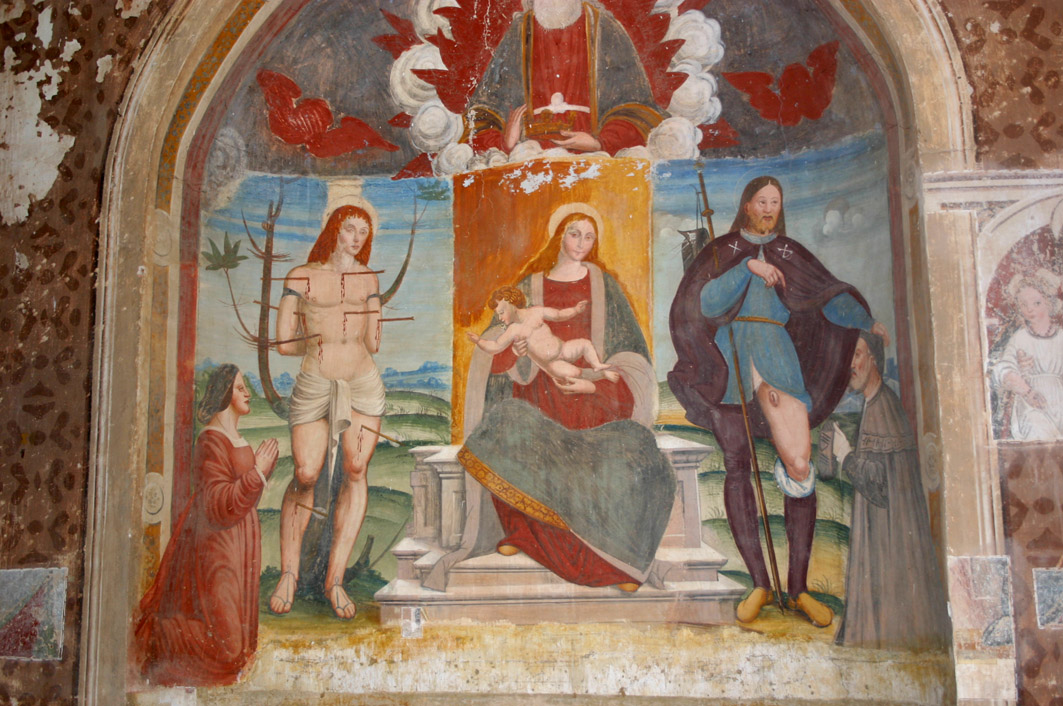
Santa Maria della Neve, Fresko Madonna con Santi Rocco e Sebastiano

Cislago ist eine italienische Gemeinde (comune) in der Provinz Varese in der Region Lombardei.

## Geographie
Die Gemeinde liegt etwa 30 Kilometer von Mailand und etwa 40 Kilometer von Varese südlich des Parco Pineta di Appiano Gentile und bedeckt eine Fläche von 10,92 km². Zu Cislago gehören die Fraktionen Cascina Visconta, Massina, Mombello und Santa Maria. Cislago grenzt an die Metropolitanstadt Mailand und die Provinz Como. Die Nachbargemeinden sind Gerenzano, Gorla Minore, Limido Comasco (CO), Mozzate (CO), Rescaldina (MI) und Turate (CO).

## Geschichte
Cislago liegt im Bereich der Golasecca-Kultur. Einige Funde belegen eine frühe Besiedlung. Das Adelsschloss, das sich heute im Zentrum des Dorfes befindet, wurde wahrscheinlich auf einem Wachturm oder einem römischen Lager (castrum) errichtet und im Mittelalter aufgestockt und ausgebaut. Von Cistellacum, dem römischen Namen für Cislago, führte die Via Mediolanum-Bilitio, die Mediolanum (Mailand) mit Luganum (Lugano) über Varisium (Varese) verband.
Der Ortsname Cislago soll sich von cista = Korb ableiten, da der Ort in einer Mulde liegt. (Cistello - Cistellago - Cislago). Cislago, Teil der Pieve von Olgiate Olona, gehörte zur Grafschaft Seprio und stand unter der Herrschaft der Familie Della Torre. Das edle Schloss im Zentrum des Dorfes wurde auf einem römischen Castrum errichtet, das im Mittelalter erweitert wurde. Im 13. Jahrhundert wurde das Dorf ein Lehen der Familie Visconti und die Anwesenheit der Humiliaten mit zwei Domus ist bezeugt. Im 14. Jahrhundert wurde die Schola oder Bruderschaft von Santa Maria gegründet und 1505 wurde Cislago von den Landsknechte zerstört. Die Stadt wuchs und ging 1620 an den Markgrafen Cesare II. Visconti über, der das Schloss restaurierte und in eine große Villa umwandelte, die auch heute noch das Zentrum des gut strukturierten mittelalterlichen Dorfes ist.

## Bevölkerung
| Bevölkerungsentwicklung | Bevölkerungsentwicklung | Bevölkerungsentwicklung | Bevölkerungsentwicklung | Bevölkerungsentwicklung | Bevölkerungsentwicklung | Bevölkerungsentwicklung | Bevölkerungsentwicklung | Bevölkerungsentwicklung | Bevölkerungsentwicklung | Bevölkerungsentwicklung | Bevölkerungsentwicklung | Bevölkerungsentwicklung | Bevölkerungsentwicklung | Bevölkerungsentwicklung |
| ----------------------- | ----------------------- | ----------------------- | ----------------------- | ----------------------- | ----------------------- | ----------------------- | ----------------------- | ----------------------- | ----------------------- | ----------------------- | ----------------------- | ----------------------- | ----------------------- | ----------------------- |
| Jahr                    | 1751                    | 1805                    | 1853                    | 1859                    | 1881                    | 1901                    | 1921                    | 1951                    | 1971                    | 1991                    | 2001                    | 2011                    | 2021                    |                         |
| Einwohner               | 1.150                   | 1.258                   | 2.180                   | 2.385                   | 2.696                   | 2.611                   | 3.505                   | 4.883                   | 6.729                   | 7.820                   | 8.683                   | 9.984                   | 10.193                  |                         |

## Verkehr
Cislago liegt an der ehemaligen Staatsstraße 233 von Mailand nach Varese, zugleich besteht in Cislago ein Bahnhof an der Bahnstrecke Saronno–Laveno.

## Sehenswürdigkeiten
- Pfarrkirche Santa Maria Assunta, erbaut 1608
- Kirche dell’Annunciata (Oratorio Visconteo) (14. Jahrhundert) mit Fresken[2]
- Kirche Santa Maria della Neve (15. Jahrhundert) mit Fresken
- Betkapelle Madonna dell’Aiuto
- Kirche Santi Giulio und Antonio abate
- Kirche Nostra Signora del Sacro Cuore
- Schloss Visconti Castelbarco
- Villa Isacchi
- Wohnhaus Beato Luigi Monza
- Naturpark Bosco del Rugareto

## Persönlichkeiten
- Don Luigi Monza, Selig, Priester, Gründer der Vereinigung La Nostra Famiglia
- Gaetano Strambio, Arzt in Mailand
- Francesco De Rocchi, Maler
- Francesca Senette, italienische Fernsehjournalistin (Rete 4 und Rai 2)